# イル・ソーニョ
イル・ソーニョ(Il Sogno)は、2004年に発表されたエルヴィス・コステロのアルバム。

## 収録曲
1. イル・ソーニョ　前奏曲
2. イル・ソーニョ　序曲
3. イル・ソーニョ　パック1
4. イル・ソーニョ　第1幕　宮廷
5. イル・ソーニョ　第1幕　事態
6. イル・ソーニョ　第1幕　ハーミアとライサンダー
7. イル・ソーニョ　第1幕　ヘレナの嫉妬
8. イル・ソーニョ　第1幕　職人の遊び時間
9. イル・ソーニョ　第2幕　オーベロンとタイターニア
10. イル・ソーニョ　第2幕　オーベロンとパックの陰謀
11. イル・ソーニョ　第2幕　まどろみ
12. イル・ソーニョ　第2幕　パック2
13. イル・ソーニョ　第2幕　容疑者の列
14. イル・ソーニョ　第2幕　ボトムの顔
15. イル・ソーニョ　第2幕　愛の火花
16. イル・ソーニョ　第2幕　苦しみの女
17. イル・ソーニョ　第2幕　謙虚になったオーベロン
18. イル・ソーニョ　第2幕　よじれて－もつれて－変身して取り替える
19. イル・ソーニョ　第2幕　妖精とロバ
20. イル・ソーニョ　第2幕　眠り
21. イル・ソーニョ　第2幕　ボトムが目覚める
22. イル・ソーニョ　第2幕　恋する者たちが目覚める
23. イル・ソーニョ　第3幕　芝居
24. イル・ソーニョ　第3幕　結婚式